# Toyota TF107
La Toyota TF107 è una vettura monoposto di Formula 1, costruita per la stagione 2007 dalla Toyota. La TF107 è la sesta vettura utilizzata dalla Panasonic Toyota Racing da quando corre in Formula 1.

## Tecnica
Il motore era un RVX-07 90º V8 Toyota da 745 cv di potenza con un limite di rotazione massimo (imposto dalla FIA nel 2007) di 19.000 g/m. Si trattava dello stesso propulsore già impiegato nella stagione 2006 e veniva gestito da un cambio Paddle Operated a sette marce. Il telaio era monoscocca realizzato in carbonio, mentre l'impianto frenante era composto da freni a disco ceramici ventilati. Le sospensioni erano a doppi bracci trasversali con configurazione push-rod e molle elicoidali. Gli ammortizzatori erano di origine Penske.

## Carriera agonistica

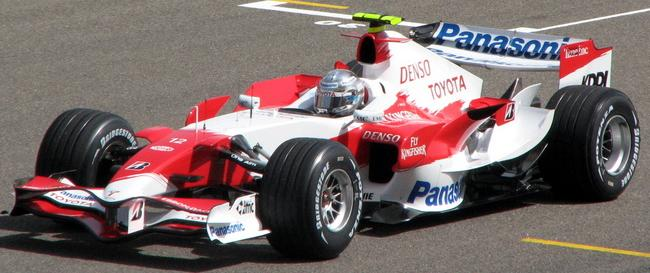
Jarno Trulli al Gran Premio del Bahrein 2007.

L'auto ha avuto meno successo della TF106 dell'anno precedente, che ha ottenuto 35 punti nella stagione. I 13 punti della TF107 sono stati accumulati con sette punti di piazzamento, di cui due sesti posti, uno per Jarno Trulli al Gran Premio degli Stati Uniti 2007 e uno per Ralf Schumacher in Ungheria. Trulli ha segnato punti in altre tre occasioni, con Schumacher che è arrivato a punti in altre due gare. Entro la fine della stagione, la squadra ha segnato in modo imbarazzante meno punti della WilliamsF1 che ha il loro stesso motore nel Campionato Costruttori. Ralf Schumacher non ha avuto il rinnovo del contratto. È stato sostituito dal collega tedesco Timo Glock per la stagione 2008.
La migliore posizione in qualifica della vettura è stata nelle mani di Ralf Schumacher, che ha ottenuto il 5º posto in Ungheria. Ha fatto la top ten 20 volte su 34 possibili.

## Piloti
| Piloti ufficiali    | Piloti ufficiali | Piloti ufficiali |
| Nazione             | Nome             | Numero           |
| ------------------- | ---------------- | ---------------- |
| Germania (bandiera) | Ralf Schumacher  | 11               |
| Italia (bandiera)   | Jarno Trulli     | 12               |
| Piloti di riserva   |                  |                  |
| Nazione             | Nome             | Numero           |
| Francia (bandiera)  | Franck Montagny  | 36               |
| Giappone (bandiera) | Kohei Hirate     | 36               |
| Giappone (bandiera) | Kamui Kobayashi  | 36               |

## Risultati in Formula 1
| Anno | Team                    | Motore           | Gomme | Piloti       |   |    |    |     |    |     |     |     |     |     |    |    |    |    |     |     |    | Punti | Pos. |
| ---- | ----------------------- | ---------------- | ----- | ------------ | - | -- | -- | --- | -- | --- | --- | --- | --- | --- | -- | -- | -- | -- | --- | --- | -- | ----- | ---- |
| 2007 | Panasonic Toyota Racing | Toyota RVX-07 V8 | B     | R.Schumacher | 8 | 15 | 12 | Rit | 16 | 8   | Rit | 10  | Rit | Rit | 6  | 12 | 15 | 10 | Rit | Rit | 11 | 13    | 6º   |
| 2007 | Panasonic Toyota Racing | Toyota RVX-07 V8 | B     | Trulli       | 9 | 7  | 7  | Rit | 15 | Rit | 6   | Rit | Rit | 13  | 10 | 16 | 11 | 11 | 13  | 13  | 8  | 13    | 6º   |

| Legenda | 1º posto     | 2º posto | 3º posto    | A punti         | Senza punti/Non class.  | Grassetto – Pole position Corsivo – Giro più veloce |
| Legenda | Squalificato | Ritirato | Non partito | Non qualificato | Solo prove/Terzo pilota | Grassetto – Pole position Corsivo – Giro più veloce |